# Jung Sung-Sook
Jung Sung-Sook (en coreano: 정성숙; 26 de enero de 1972) es una deportista surcoreana que compitió en judo.
Participó en dos Juegos Olímpicos de Verano en los años 1996 y 2000, obteniendo dos medallas: bronce en Atlanta 1996 y bronce en Sídney 2000. En los Juegos Asiáticos consiguió dos medallas en los años 1994 y 1998.
Ganó dos medallas en el Campeonato Mundial de Judo, en los años 1995 y 1997, y seis medallas en el Campeonato Asiático de Judo entre los años 1991 y 2000.

## Palmarés internacional
| Juegos Olímpicos    | Juegos Olímpicos             | Juegos Olímpicos  | Juegos Olímpicos |
| Año                 | Lugar                        | Medalla           | Categoría        |
| ------------------- | ---------------------------- | ----------------- | ---------------- |
| 1996                | Atlanta (Estados Unidos)     | Medalla de bronce | –61 kg           |
| 2000                | Sídney (Australia)           | Medalla de bronce | –63 kg           |
| Campeonato Mundial  |                              |                   |                  |
| Año                 | Lugar                        | Medalla           | Categoría        |
| 1995                | Chiba (Japón)                | Medalla de oro    | –61 kg           |
| 1997                | París (Francia)              | Medalla de bronce | –61 kg           |
| Juegos Asiáticos    |                              |                   |                  |
| Año                 | Lugar                        | Medalla           | Categoría        |
| 1994                | Hiroshima (Japón)            | Medalla de oro    | –61 kg           |
| 1998                | Bangkok (Tailandia)          | Medalla de bronce | –57 kg           |
| Campeonato Asiático |                              |                   |                  |
| Año                 | Lugar                        | Medalla           | Categoría        |
| 1991                | Osaka (Japón)                | Medalla de oro    | –56 kg           |
| 1993                | Macao (Portugal)             | Medalla de oro    | –61 kg           |
| 1995                | Nueva Delhi (India)          | Medalla de oro    | –61 kg           |
| 1996                | Ciudad Ho Chi Minh (Vietnam) | Medalla de oro    | –61 kg           |
| 1997                | Manila (Filipinas)           | Medalla de oro    | –61 kg           |
| 2000                | Osaka (Japón)                | Medalla de oro    | –63 kg           |